# المطبخ العماني

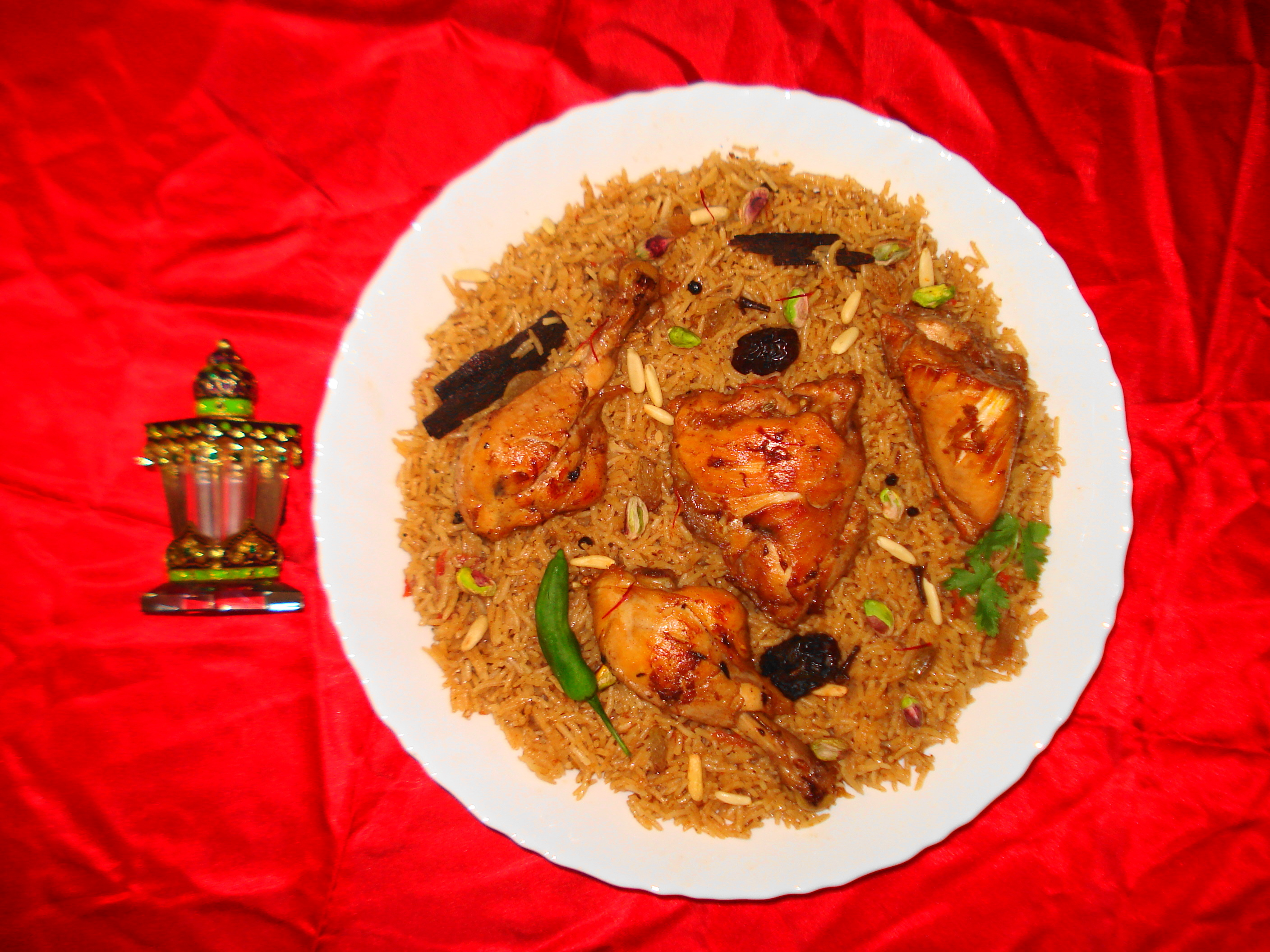
تُعرف الكبسة أيضًا باسم مجبوس في منطقة الخليج العربي.

يعد المطبخ العماني جزءًا من مطبخ الخليج العربي ويتأثر بالمأكولات العربية غالبا وبشكل اقل الباكستانية، الإيرانية، الهندية، الآسيوية، شرق البحر الأبيض المتوسط والأفريقية، مما يعكس مكانة عمان كإمبراطورية تجارية واسعة عند تقاطع تجارة التوابل التقليدية الطرق. غالبًا ما تعتمد الأطباق على الدجاج والسمك ولحم الضأن بالإضافة إلى الأرز الأساسي. تميل معظم الأطباق العمانية إلى احتواء خليط غني من التوابل والأعشاب والمخللات . يختلف المطبخ العماني عن المأكولات الأخرى في شبه الجزيرة العربية، حيث أنه أقل حرارة ونادرًا ما يتم تقديمه دافئًا.
استهلاك لحم الخنزير ممنوع على المسلمين في عمان، وفقًا للشريعة الإسلامية.

## المميز بالمطبخ

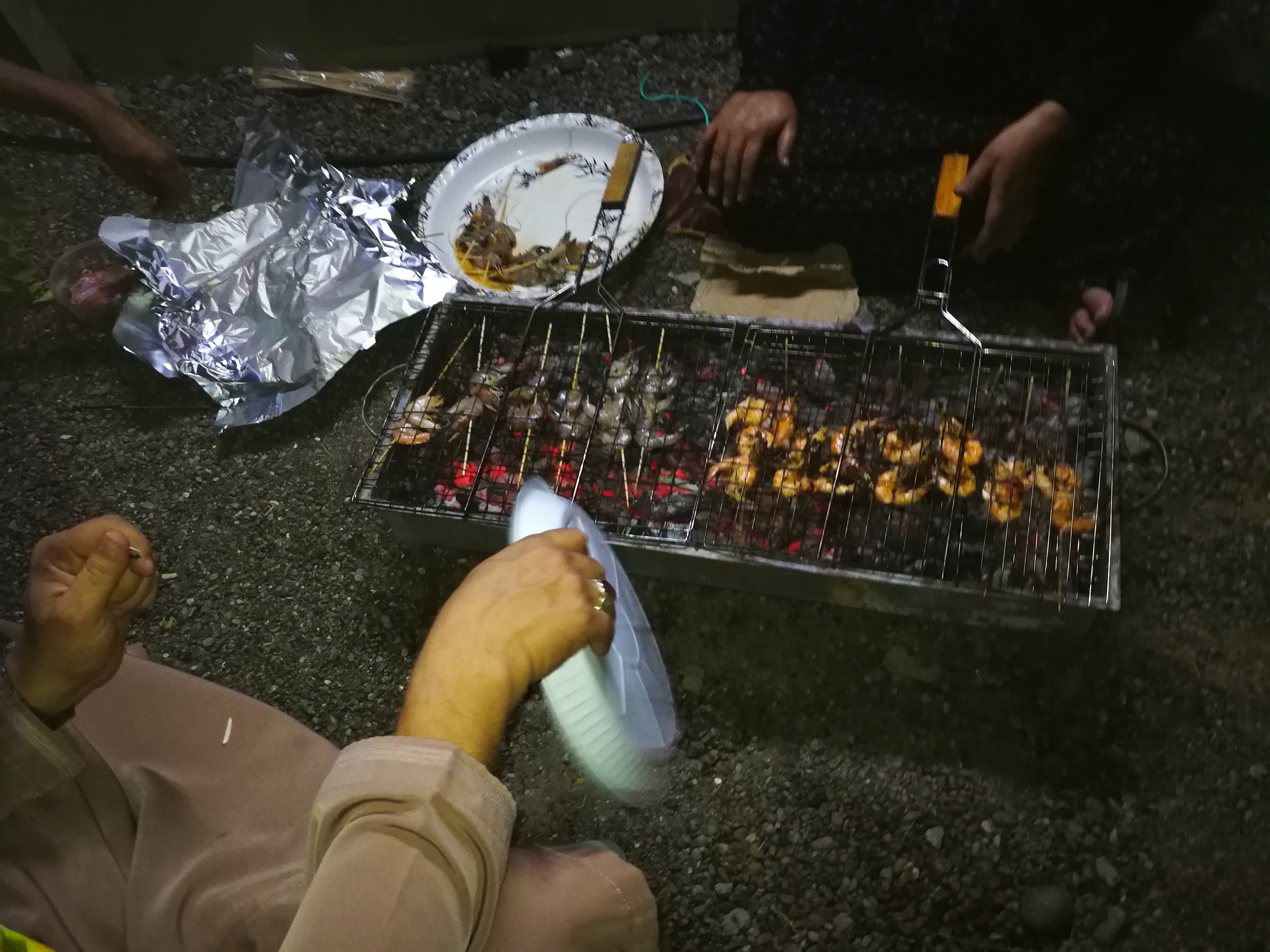
عائلة تقوم بشي اللحوم على الطريقة التقليدية العمانية لانتاج ما يعرف بالمشاكيك و هي اسياخ لذيذة من اللحم يسيل لها اللعاب.

أشهر ما يتميز به المطبخ العماني هو التنويع في طريقة طبخ الطعام والتخزين، نظرا لتاريخ عمان التجاري البحري، فهو يتنوع بين التمليح والتخزين، الدفن، والتجفيف بالشمس. معظم الأطباق في جميع أنحاء البلاد تحتوي على الكاري واللحوم المطبوخة والأرز والخضروات. الحساء شائع أيضًا وعادة ما يكون مصنوعًا من الدجاج ولحم الضأن والخضروات (مثل الباذنجان المدخن). عادة ما يتم تناول الوجبة الرئيسية في منتصف النهار، بينما يكون العشاء أخف.

## المشروبات
القهوة هي المشروب الوطني. تشمل المشروبات الشعبية الأخرى اللبن (نوع من اللبن الرائب المملح) ومشروبات الزبادي والمشروبات الغازية والقهوة العمانية.

## شاهد أيضًا
- مطبخ عربي